# Kourou
Kourou ist eine Stadt mit 24.470 Einwohnern (Stand 1. Januar 2022) im französischen Übersee-Département Französisch-Guayana, etwa 60 km nordwestlich der Hauptstadt Cayenne an der Küste des Atlantik, im Norden Südamerikas, gelegen.

## Tourismus
Kourou ist ein Zentrum des lokalen Tourismus und ist vor allem durch den außerhalb der Stadt liegenden Weltraumbahnhof Centre Spatial Guyanais der ESA bekannt geworden.

## Verkehr
Kourou liegt an der Nationalstraße N 1, die von der Hauptstadt Cayenne entlang der Atlantikküste nach Westen Richtung Paramaribo (Suriname) führt.
In Kourou existieren keine öffentlichen Verkehrsmittel. Fahrten in andere Städte sind nur mit privaten Fahrzeugen oder Sammeltaxis möglich.
Knapp westlich der Stadt liegt das Aérodrome de Kourou, ICAO-Flugplatzcode SOOK.

### Zu Nachbarinseln
Für Ausflüge auf die nahegelegene Inselgruppe Îles du Salut stehen einige wenige private Boote im Hafen von Kourou zur Verfügung, die die Inseln, je nach Wetter, täglich anfahren.

### Weltraumbahnhof
Der Raketenstartplatz Kourou entstand 1965. Er sollte den Raketenstartplatz Hammaguir (in Algerien, auf etwa 31° Nord) ersetzen, welcher aus politischen Gründen aufzugeben war. Von Kourou aus starteten ab Ende der 1960er Jahre französische Höhenforschungsraketen und der Satellitenträger Diamant. Auch fand hier ein misslungener Startversuch der Europa-2-Rakete statt. Am 24. Dezember 1979 startete die erste Ariane. Bis Mitte Februar 2003 starteten Ariane-4- und -5-Raketen, danach nur noch Ariane-5-Raketen von Kourou aus ins All.
Seit 2011 startete die Betreibergesellschaft Arianespace auch russische Raketen vom Typ Sojus und die kleinere europäische Rakete Vega von Kourou aus. Am 21. Oktober 2011 wurden hier die ersten beiden Galileo-Satelliten ins All geschickt. Kourou wurde vor allem wegen seiner Lage nahe am Äquator (rund 5° Nord) gewählt, da hier die höchste Umfangsgeschwindigkeit der Erde das Erreichen eines Orbits begünstigt.
Im Juli 2024 startete die erste Ariane 6 von Kourou.

## Geschichte

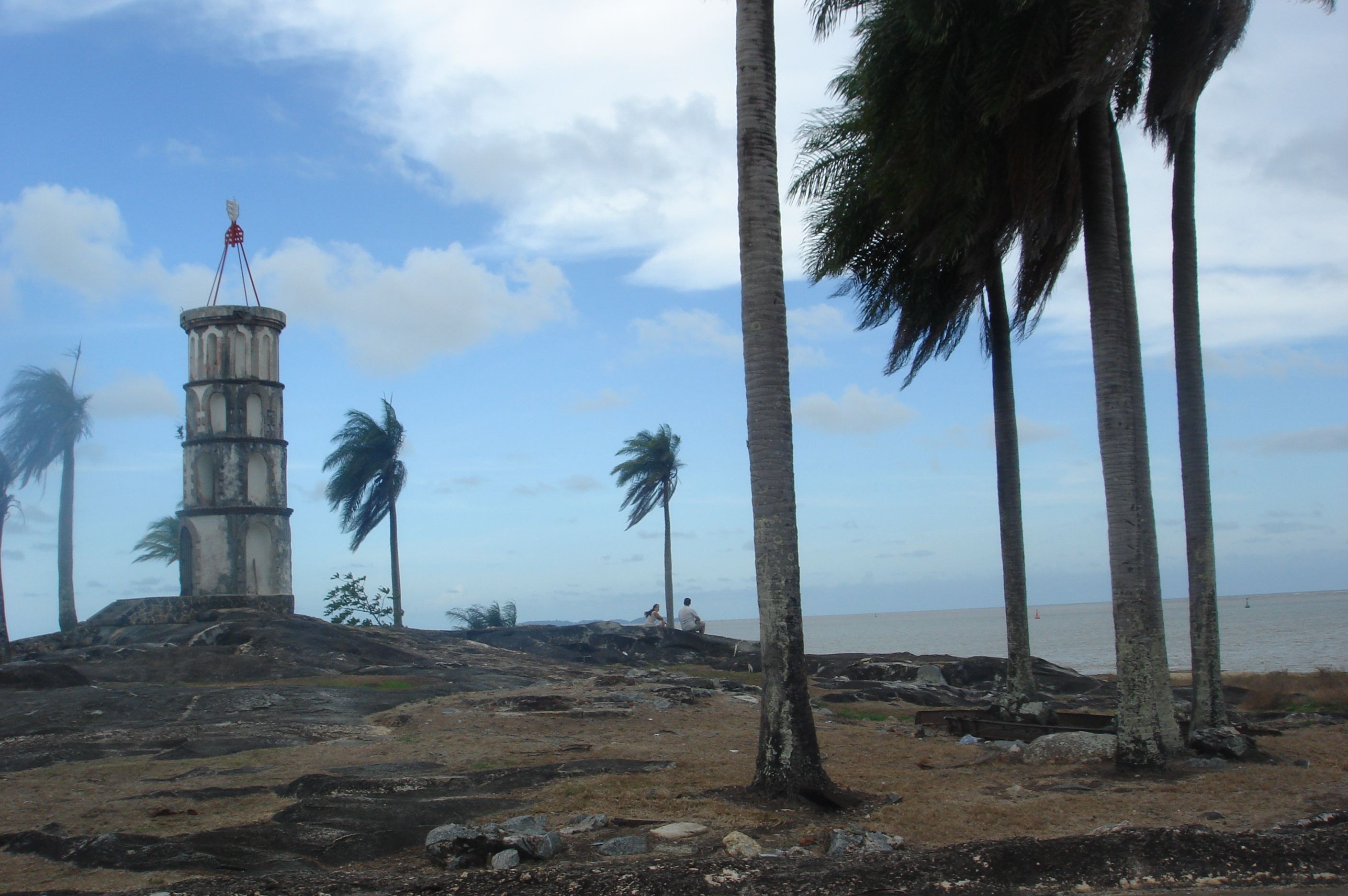
Alter Signalturm in Kourou (Dreyfusturm), wurde zur Kommunikation mit der Teufelsinsel (fr. Île Du Diable) verwendet

Blick auf den Strand an der Avenue des Roches, am gleichnamigen Hotel

In der Nähe von Kourou liegt die Teufelsinsel (fr. Île Du Diable), die in früheren Zeiten durch die dortige französische Gefangenenkolonie und vor allem auch durch den Roman „Papillon“ bekannt wurde. Außerdem verbüßten dort Alfred Dreyfus und der letzte deutsche Kriegsgefangene des Ersten Weltkrieges, Alfons Paoli Schwartz, ihre Haft.

## Söhne und Töchter der Stadt
- Davy Rimane (* 1979), Politiker

- Lesly Malouda (* 1983), Fußballspieler
- Mélissa Alvès (* 1993), Squashspielerin
- Odsonne Édouard (* 1998), Fußballspieler
- Gémima Joseph (* 2001), Sprinterin